# Красноярский сельсовет (Свердловская область)
Красноярский сельсовет — существовавшая до 1 октября 2017 года административно-территориальная единица Серовского района Свердловской области России.
На момент упразднения сельсовет включал три посёлка: Красноярка, Поперечный и Вагранская. Административный центр сельсовета — Красноярка.

## История

### Предыстория
На 22 июня 1923 года на территории Верхотурского уезда значилась Коптяковская волость.
Постановлением ВЦИК от 12 ноября 1923 года в составе Верхотурского (с 19 мая 1924 — Нижнетагильского) округа был образован Надеждинский район с центром в городе Надеждинск. На территории района было образовано 7 сельсоветов (108 населенных пунктов): Андриановский, Петропавловский, Богословский, Титово-Семеновский, Коптяковский, Турьинский, Филькинский. С ликвидацией окружного деления Уральской области в июле 1930 года Надеждинский район остался в прежних границах в составе Уральской области.
Постановлением ВЦИК от 10 июня 1931 года Надеждинский район был укрупнен за счет территорий Ивдельского и Сосьвинского районов. Постановлением ВЦИК от 20 октября 1931 года из Надеждинского района выделен и восстановлен в прежних границах Ивдельский район. Постановлением ВЦИК от 20 июня 1933 года Надеждинский район ликвидирован с передачей территории в пригородную зону города Надеждинска, находящейся в ведении Надеждинского горсовета.
16 марта 1940 года указом президиума Верховного совета РСФСР из пригородной зоны города Серова был выделен Серовский район, в состав которого вошли 5 рабочих посёлков: Петропавловский, Рудничный, Сосьвинский, Турьинский и Угольный; а также 15 сельсоветов: Андриановский, Больше-Ивонинский, Верх-Сосьвинский, Волчанский, Галкинский, Денисовский, Замарайский, Коптяковский, Кошайского, Масловского, Первомайский, Покровский, Романовский, Филькинский и Хмелёвский. Коптяковский сельсовет значился в составе Серовского района Свердловской области до 1948 года.

### 1948—1991
Указом Президиума Верховного Совета РСФСР от 11 июня 1948 года Коптяковский сельсовет перечислен из Серовского района в состав Новолялинского района в составе населенных пунктов: село Коптяки, посёлок Коптяковские Печи, деревня Лямпа, посёлки железнодорожных разъездов Коптяковский и № 160, а также деревня Лопаева, переданной из состава Лопаевского сельсовета, и деревень Красный Яр, Мысовая, Ивановка, Рыбная и Питателева, переданных из состава Верхнелобвинского сельсовета. Этим же указом был образован Красноярский сельсовет Серовского района за счёт разукрупнения Коптяковского сельсовета. В Красноярский сельсовет вошли следующие населенные пункты: посёлок Красноярка, посёлки железнодорожных станций Вагранская и Поперечная, посёлок Мусульманский, Новоколинский, Зырянский, Южновагранский.
В соответствии с указом президиума Верховного совета РСФСР от 9 марта 1959 года № 742\2 Серовский районный Совет депутатов трудящихся объединен с Серовским городским Советом депутатов трудящихся. Серовский район был передан в административное подчинение городскому совету с двумя поселковыми Советами рабочих поселков (Сосьвинским и Марсятским) и 13 сельскими Советами (Андриановский, Б-Ивонинский, В-Сосьвинский, Денисовский, Еловский, Замарайский, Кошайский, Красноярский, Масловский, Первомайский, Романовский, Усть-Хмелевский, Филькинский) с населением более 60 тыс. человек. Общая площадь передаваемого района 940050 га. Район как территориальная единица сохранился.
13 января 1965 года на основании Указа Верховного Совета РСФСР был вновь образован Серовский район с центром в городе Серове. В состав района вошли 3 поссовета и 12 сельсоветов: Восточный, Марсятский, Сосьвинский поссоветы, Андриановский, Большеивонинский, Верх-Сосьвинский, Денисовский, Еловский, Ключевой, Кошайский, Масловский, Красноярский, Первомайский, Романовский, Хмелёвский сельсоветы.
В 1966 году населенные пункты Серовского района были переименованы: поселок квартала № 198 — в поселок Южновагранский (Красноярский сельсовет).
Решением Свердловского облисполкома № 778 от 11 октября 1972 года был исключен из учетных данных населенный пункт, прекративший существование — посёлок Прорва Красноярского сельсовета.
Решением Свердловского облисполкома № 1099 от 30 декабря 1976 года был посёлок Мусульманский Красноярского сельсовета исключен из учетных данных как населенный пункт, прекративший существование.

### После 1991
В 1991 году произошло реформирование исполнительной власти — был принят закона РСФСР «О местном самоуправлении в РСФСР», согласно которому распоряжением Главы Администрации Новолялинского района от 27 декабря 1991 года № 8 были упразднены исполнительные комитеты сельских Советов. Правопреемниками упраздненных исполнительных комитетов стали являться главы образованных сельских администраций.
12 июля 2007 года Законом Свердловской области № 85-ОЗ в состав Серовского городского округа были переданы населённые пункты: Морозково, Еловка, Семёново, Поспелково, Андриановичи, Марсяты, Новая Еловка, Красноярка, Ключевой, Первомайский.

## Известные жители
В посёлке Новая Кола Красноярского сельсовета с 1948 года жил будущий премьер-министр Чувашской Республики Энвер Аблякимов, который с своими родителями жил в бараке № 27 по улице Лизы Чайкиной. Бабушка и дедушка Э. А. Аблякимова прибыли в Новую Колу в начале 1930-х годов среди иных раскулаченных из Крымской АССР.